# Chinezen (drugs)

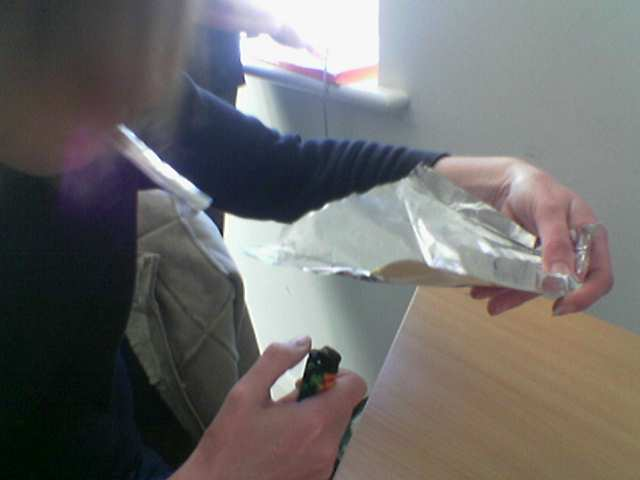
Een chinezende gebruiker

Chinezen is een manier om via inhalatie drugs zoals heroïne of cocaïne te consumeren.
Het poeder wordt op een stukje aluminiumfolie verhit waardoor er damp ontstaat. Die damp wordt vervolgens door een rietje of buisje ingeademd. Deze methode wordt gebruikt omdat hiervoor geen injectiemateriaal benodigd is en er geen risico is op het krijgen van infecties door het injecteren in de bloedbaan. Bovendien is het een wat rustigere wijze van innemen: er komt geen flash, maar het effect komt rustig opzetten.
Als buisje wordt vaak een stukje karton gebruikt, zoals de voorflap van een pakje vloeipapier, eventueel van binnen bekleed met aluminiumfolie om de achterblijvende stoffen in het buisje later op te kunnen roken. Zonder folie lukt dat maar deels omdat er veel olie/aanslag in het karton trekt.
De term "chinezen" ontstond waarschijnlijk omdat deze techniek oorspronkelijk in Azië werd gebruikt voor het inhaleren van opiumdampen.